# Biển Bohol

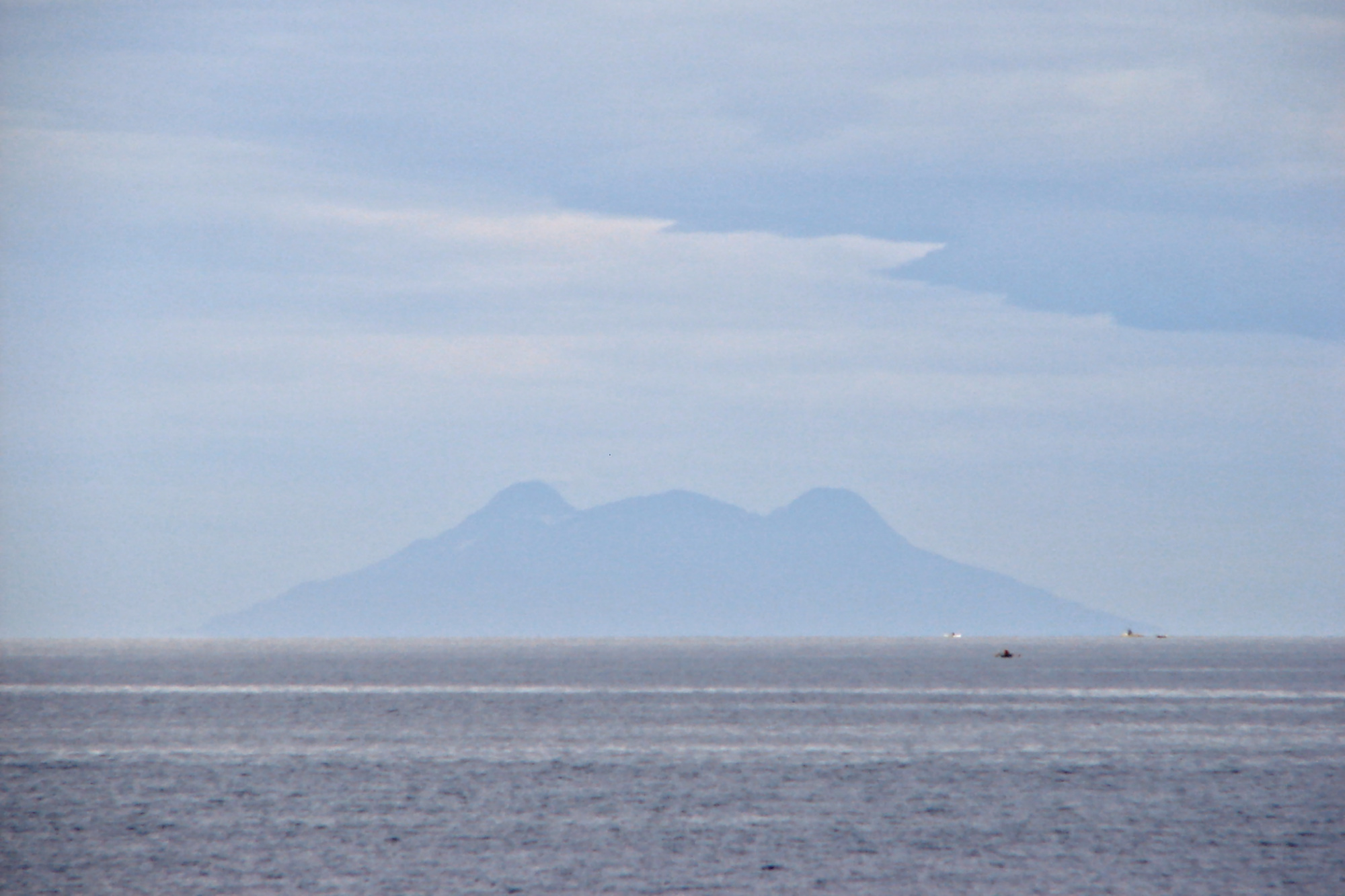
Bóng của Camiguin nhìn qua biển Bohol

Biển Bohol hay còn gọi là Biển Mindanao, nằm giữa Visayas và Mindanao ở Philippines. Nó nằm ở phía bắc của Mindanao, phía nam của Bohol và Leyte. Hai quần đảo lớn của biển này là Siquijor và Camiguin.